# Rajd Elmot 1986
Rajd Elmot 1986 – 14. edycja Rajdu Elmot. Był to rajd samochodowy rozgrywany od 5 do 6 kwietnia 1986 roku. Była to druga runda Rajdowych Samochodowych Mistrzostw Polski w roku 1986. Rajd składał się z dwudziestu trzech odcinków specjalnych. Rajd rozgrywany był na nawierzchni asfaltowej. Zwycięzcą został Marian Bublewicz.

## Wyniki końcowe rajdu[1][2]
| Miejsce | Kierowca         | Pilot              | Samochód               | Czas    | Strata | Grupa Klasa |
| ------- | ---------------- | ------------------ | ---------------------- | ------- | ------ | ----------- |
| 1       | Marian Bublewicz | Ryszard Żyszkowski | FSO Polonez 2000 Turbo | 1:47:42 | -      | B-31        |
| 2       | Błażej Krupa     | Piotr Mystkowski   | Renault 5 GT Turbo     | 1:53:45 | +6:03  | A-13        |
| 3       | Mariusz Kostrzak | Marcin Augustyn    | Toyota Corolla GT      | 1:59:26 | +11:44 | A-13        |
| 4       | Marek Sadowski   | Wojciech Kruzel    | FSO 1500               | 2:03:04 | +15:22 | A-14        |
| 5       | Jerzy Dyszy      | Maciej Wisławski   | Lada VAZ 2105          | 2:03:52 | +16:10 | B-22        |
| 6       | Romuald Chałas   | Zbigniew Atłowski  | FSO 1500               | 2:04:25 | +16:43 | A-14        |
| 7       | Dariusz Poletyło | Dariusz Pasterka   | FSO 1600               | 2:05:31 | +17:49 | A-14        |
| 8       | Andrzej Białowąs | Janusz Sękowski    | FSO 1600               | 2:05:46 | +18:04 | A-14        |
| 9       | Ryszard Adamek   | Zbigniew Baran     | FSO Polonez 2000       | 2:05:57 | +18:15 | B-22        |
| 10      | Jerzy Poznański  | Jan Poznański      | Lada VAZ 2105 VFTS     | 2:06:12 | +18:30 | B-22        |